# 1869 w polityce

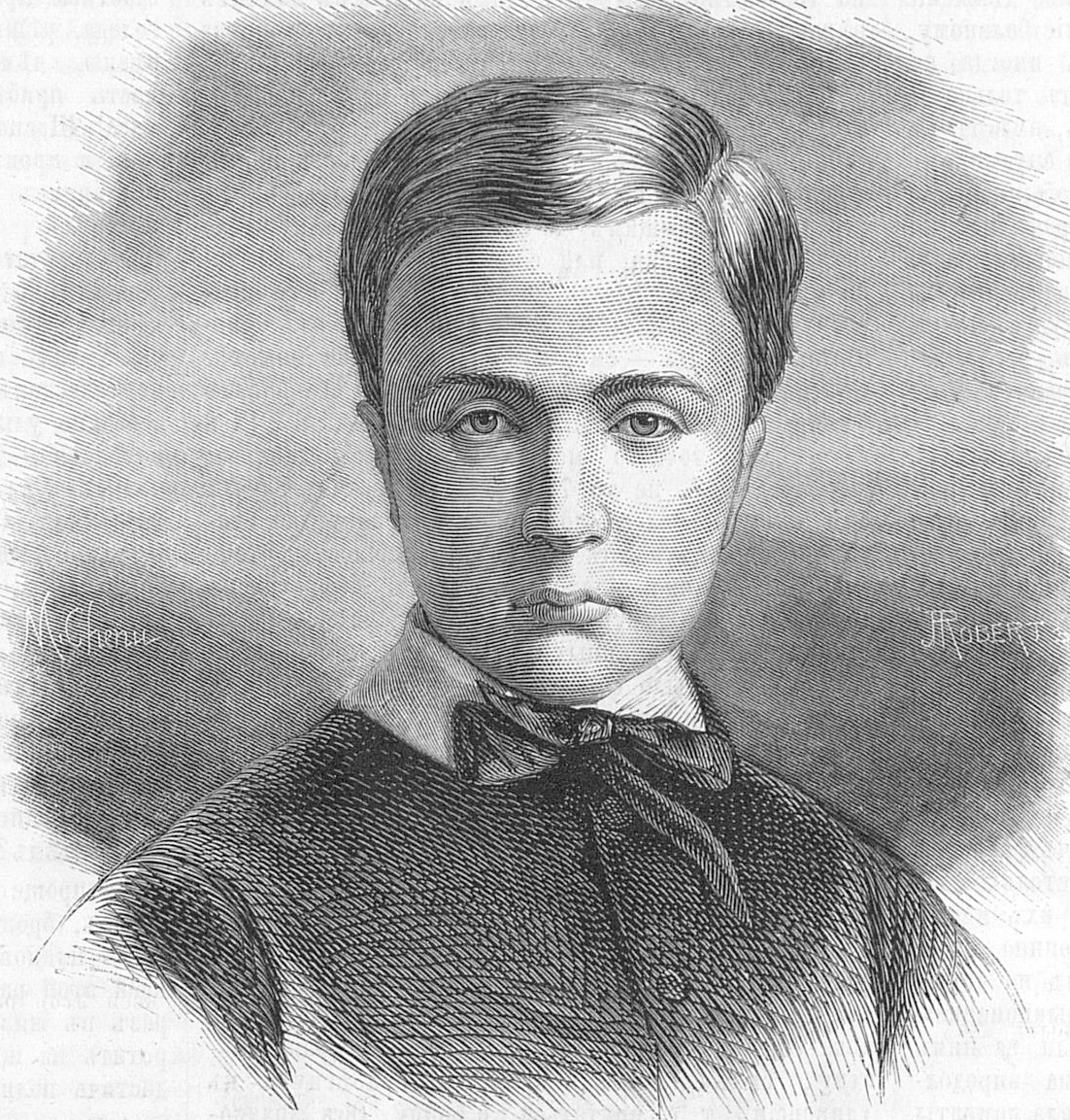
Leopold Koburg, książę Brabancji

Wydarzenia polityczne w 1869 roku.

## Zmarli
- 22 stycznia Leopold Koburg, książę Brabancji, jedyny syn króla Belgii Leopolda II i królowej Marii Henrietty[1].